# エジプトのアンティフィロス
アンティフィロス（希：Ἀντίφιλος、ラテン文字転記：Antiphilos、紀元前4世紀、生没年不明）は、エジプト出身のギリシア人の画家である。

## 生涯
アンティフィロスはクテシデモスの弟子で、アペレスの同時代人でありライバルである。エジプトに生まれたアンティフィロスはマケドニアの宮廷に行き、マケドニア王ピリッポス2世とその息子アレクサンドロス3世の肖像画を描いた。そして、アンティフィロスはアレクサンドロスの死後エジプトに王国を打ち立てたプトレマイオス1世の庇護を受けた。アンティフィロスの作品としてプリニウスはヘシオネ、アテナと共にいるピリッポス・アレクサンドロス父子の絵、『若いアレクサンドロス』、『ディオニュソス』、『突撃してくる牡牛に愕くピリッポス』、『カドモスとエウロペ』、そしてグリルスという冗談名で知られる奇妙な衣装を着けた人物の絵を挙げている。プリニウスの時代には最初の二作品はローマのオクタウィアの柱廊に、次の三作品はピリップスの柱廊に、その次の作品はポンペイウスの柱廊に所蔵されていた。また、アンティフィロスはアリストクレイデスと共にデルフォイのアポロン神殿の装飾も請け負った。

## 註
1. ↑  プリニウス, XXXv. 37
2. ↑  プリニウス, XXXV. 40